# Eoceratops
Eoceratops canadensis is een plantenetende ornithischische dinosauriër, behorend tot de Ceratopia, die tijdens het late Krijt leefde in het gebied van het huidige Canada.

## Vondst en naamgeving
In 1901 vond Lawrence Morris Lambe bij de Berry Creek in Alberta de schedel van een kleine ceratopiër. In 1902 benoemde hij de vondst als een nieuwe soort van Monoclonius, Monoclonius canadensis. De soortaanduiding verwijst naar de herkomst uit Canada.

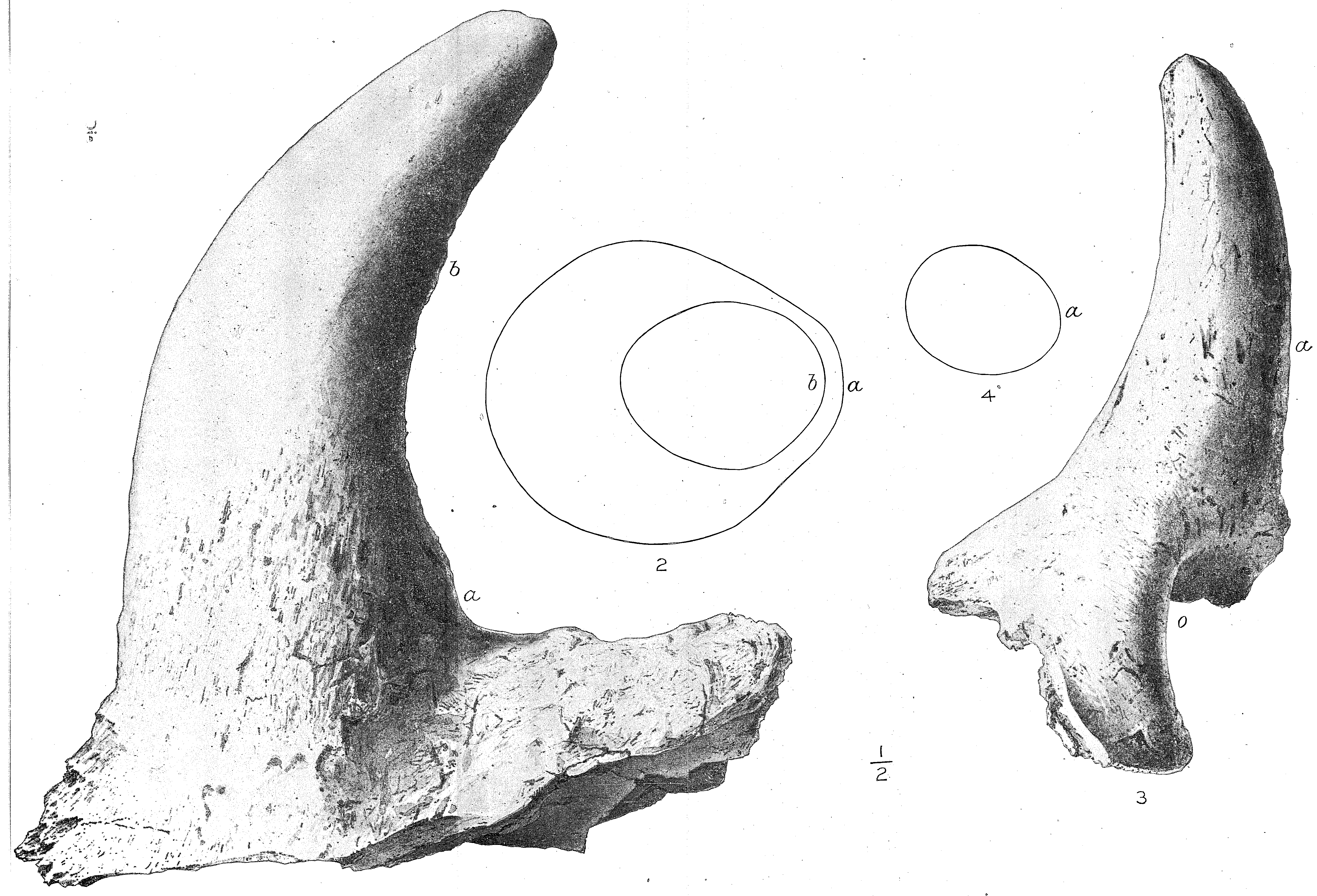
De wenkbrauwhoorn van NMC 1254, rechts, en van NMC 190, links, in Lambe (1902); in beide gevallen wijst de hoorn naar achteren

Het holotype, NMC 1254, is gevonden in een laag van de Belly River Group die dateert uit het middelste Campanien. Het bestaat uit een gedeeltelijke schedel met een voorste ruggenwervel, van een jong dier. Bewaard zijn gebleven een rechteroogkas met hoorn, het rechterdeel van een nekschild (het squamosum, NMC 1254a) en een stuk van de linkeronderkaak. Lambe dacht dat ook een rechterjukbeen aanwezig was maar dat bleek later een stuk van het rechterneusbeen te zijn. Lambe wees daarnaast een rechteronderkaak toe, NMC 284, gevonden in 1897, en een wenkbrauwhoorn, NMC 190.
In 1905 hernoemde John Bell Hatcher de soort in Ceratops canadensis. In 1907 wees hij er postuum een bovenkaaksbeen en een tand aan toe. Hatcher vermoedde dat de soort identiek was aan Monoclonius belli, de latere Chasmosaurus.
In 1915 benoemde Lambe een apart geslacht Eoceratops. De naam verwijst naar de grotere ouderdom vergeleken met Ceratops en voegt aan die laatste een Oudgrieks ἠώς, èoos, "dageraad", toe. De combinatio nova wordt hierdoor Eoceratops canadensis. De typesoort van het geslacht is de oorspronkelijke Monoclonius canadensis.
Na 1915 werd wat meer materiaal aan Eoceratops toegewezen, het meeste fragmentarisch. Een beroemd geval betreft een gedeeltelijk skelet met schedel, in 1913 door William Edmund Cutler ontdekt en in 1920 door hem opgegraven en aan Eoceratops toegewezen. Amerikaanse geleerden wisten niet wat er daarna met het exemplaar gebeurd was en dachten dat het in het Calgary Public Museum terechtgekomen was en toen dat failliet ging in de Calgary Zoo die de veertien kratten botten uiteindelijk naar de verbrandingsoven hadden gezonden. In 2010 werd echter duidelijk dat Cutler het aan het British Museum of Natural History verkocht had, waar het, nog ongeprepareerd, bewaard wordt als het chasmosaurusspecimen BMNH R4948.
De connectie met Chasmosaurus zou een constant element blijven in het onderzoek naar Eoceratops. Veel onderzoekers zagen het holotype in navolging van Hatcher als een jong van Chasmosaurus belli. Richard Swann Lull meende toen Barnum Brown in 1933 Chasmosaurus kaiseni benoemde, dat een exemplaar dat Charles Whitney Gilmore in 1923 aan Eoceratops had toegewezen, specimen UA 40 of UALVP 40, in 1921 gevonden door George Fryer Sternberg, daar het vrouwtje van was. In 1990 hernoemde Thomas Lehman de soort tot een Chasmosaurus canadensis en meende dat die inderdaad identiek was aan Chasmosaurus kaiseni Brown 1933. In 2010 wees Nicholas Longrich het materiaal van beide soorten onder voorbehoud toe aan het nieuwe geslacht Mojoceratops. Tegelijk stelde hij dat Eoceratops een nomen dubium was. Het probleem bij dit standpunt is dat een naam slechts als een nomen dubium beschouwd kan worden als het typemateriaal met evenveel recht aan meerdere andere soorten zou kunnen toebehoren. In dat geval is er echter ook geen basis voor een toewijzing aan Mojoceratops. Daarbij is onduidelijk aan welke andere vorm dan Mojoceratops, Eoceratops/C. kaiseni gelijk zou kunnen zijn. Chasmosaurus belli en Chasmosaurus russelli zijn duidelijk anders. Dat betekent dat Eoceratops hoe dan ook geldig is, of als apart geslacht of als ouder synoniem van Mojoceratops.
In 2015 beschreef Takuya Konishi UALVP 40 opnieuw waarvan eerder alleen de rechterhelft was geprepareerd. De linkerhelft bleek een lange wenkbrauwhoorn te bezitten met een vrijwel horizontale basis die naar de punt toe omhoog boog. Konishi wees het specimen toe aan een Chasmosaurus sp., erop wijzend dat wegens deze eigenschappen die species weleens Chasmosaurus canadensis zou kunnen zijn. Als het een aparte soort is, kan naar keuze ook de geslachtsnaam Eoceratops gebruikt worden. Konishi verwierp de geldigheid van Mojoceratops.

## Beschrijving

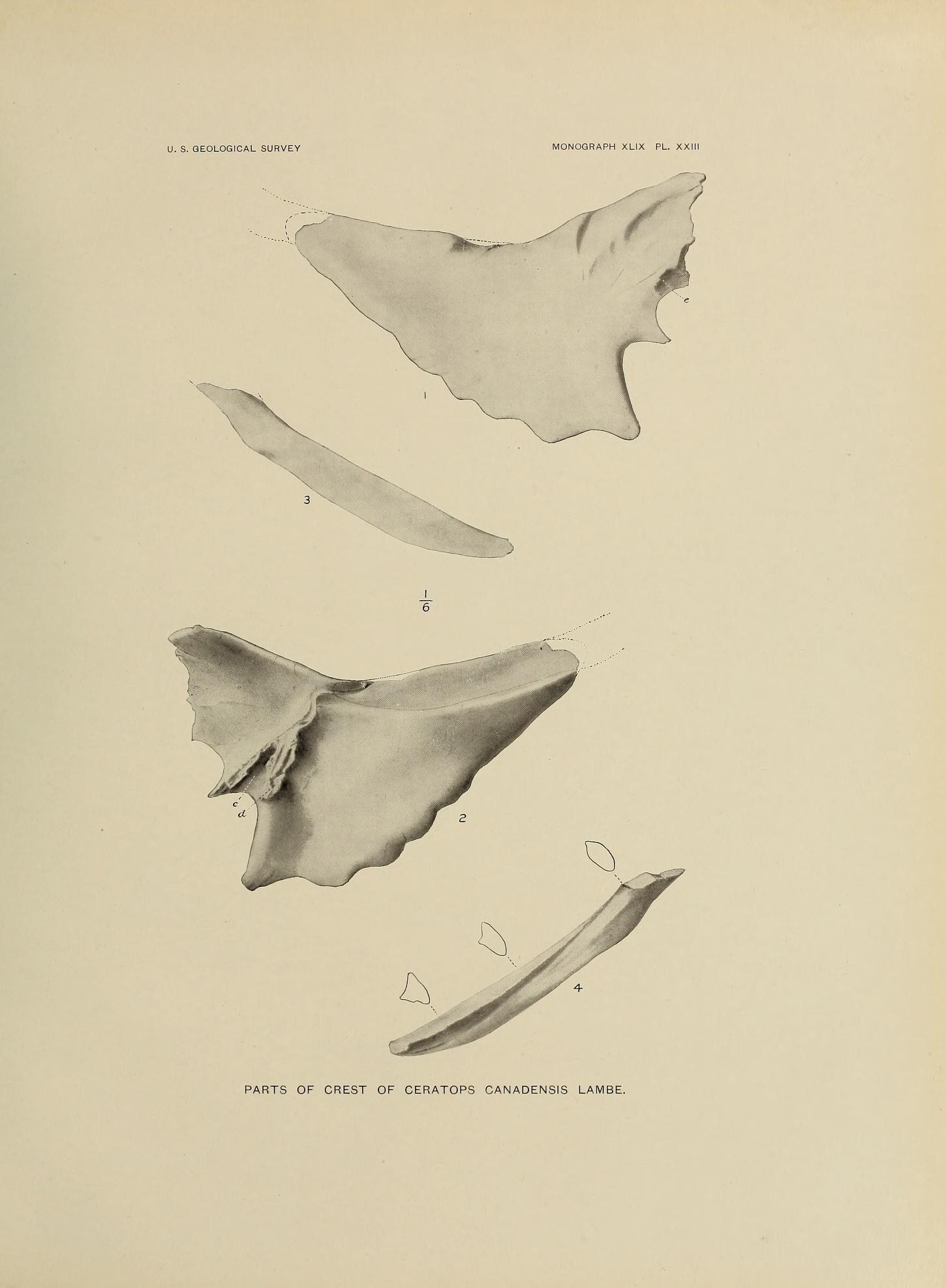
Het squamosum in Hatcher (1907)

Het holotype is een klein dier. De schedellengte is ongeveer een meter, wat wijst op een lichaamslengte van drie meter. Het squamosum, het buitenste element van het nekschild, heeft over de curve gemeten een lengte van zevenenvijftig centimeter en een breedte van achtendertig centimeter. Er zijn zes episquamosalia. Dat het om een jong gaat, blijkt uit de korte snuit, een kort en breed squamosum, en een niet vergroeid epinasale van de neushoorn.

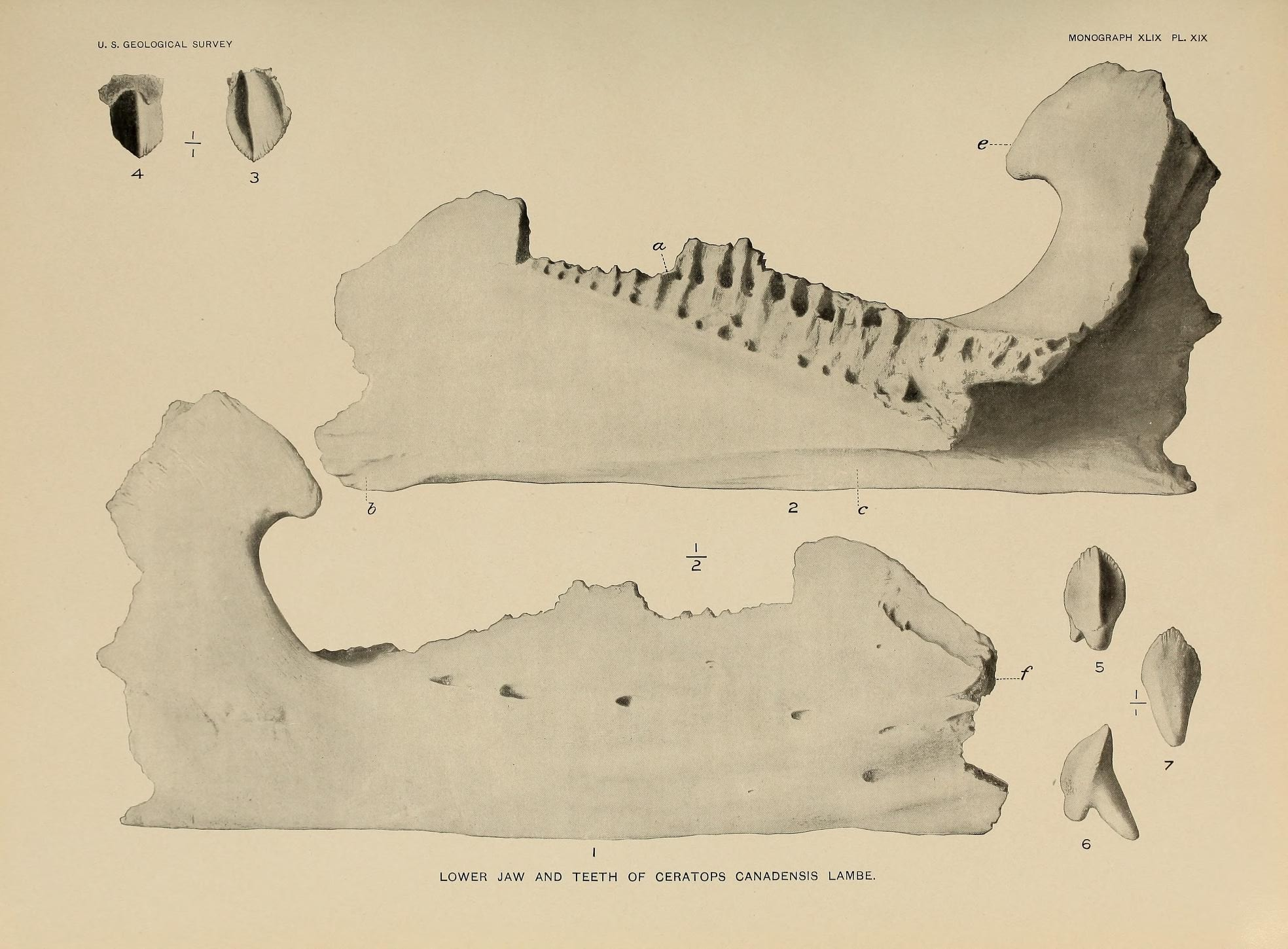
De onderkaak in Hatcher (1907)

Eoceratops verschilt van Chasmosaurus door vrij lange wenkbrauwhoorns, met 216 millimeter tweeënhalf maal langer dan de doorsnede van de ronde basis. Deze hoorns zijn naar achteren gekromd. Lambe dacht dat deze kromming tijdens het leven in wezen niet veranderde en dus een goed kenmerk was om de geldigheid van een taxon op te baseren. Later werd duidelijk dat de oriëntatie van de wenkbrauwhoorns zich bij ceratopiden juist flink kan wijzigen. De neushoorn is tamelijk vooraan geplaatst. Bij de neushoorn is in een halvemaanvormige uitholling aan de basis het contactfacet met het neusbeen zichtbaar zodat Lambe in 1915 concludeerde dat de hoorn, die bij volwassen ceratopiden naadloos vergroeid is, een apart element gevormd moet hebben dat hij het "epinasale" doopte. De voorste hoek van het squamosum is sterk gehaakt, een basaal kenmerk.

## Fylogenie
In 1902 plaatse Lambe Monoclonius canadensis in de Ceratopidae. De hernoeming tot Ceratops canadensis was gebaseerd op een correcte inschatting dat de soort een chasmosaurine was, hoewel dat begrip niet gebruikt werd. Lambe benoemde in 1915 een eigen Eoceratopsinae, waartoe ook Anchiceratops zou behoren, als deel van de Ceratopia, en liet op dat moment dus in het midden of de soort tot de Ceratopidae behoorde, iets wat tegenwoordig niet meer betwijfeld wordt. Lambe benoemde ook een apart Chasmosaurinae en zag Eoceratops dus niet als een chasmosaurine. Wel vermoedde hij een speciale relatie met Triceratops. Triceratops en Diceratops, de latere Nedoceratops, zag hij daarom ook als eoceratopinen. Net als de chasmosaurinen zouden de eoceratopinen zich volgens Lambe onderscheiden door een nekschild van grotere compactheid en weerstandsvermogen om de verdediging van de nek te versterken.
Tegenwoordig wordt Eoceratops of het nu een nomen dubium is, een geldig taxon, dan wel identiek aan Chasmosaurus dan wel Mojoceratops, als een lid van de Chasmosaurinae beschouwd.